# Charles René Magon de Médine

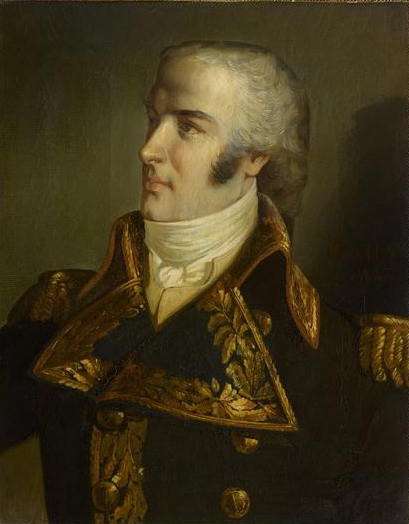
Charles René Magon de Médine

Charles René Magon de Médine (Paris, 12 de Novembro de 1763 - Trafalgar, 21 de Outubro de 1805), foi um contra-almirante francês que participou na Batalha de Trafalgar ao comando do navio de linha Algésiras, no qual faleceu. O seu nome está inscrito no Arco do Triunfo, em Paris. Fez parte da maçonaria chegando a Grão-mestre do Grande Oriente de França.